# حامد فلاته (لاعب كرة قدم مواليد 1987)
حامد فلاته لاعب كرة قدم سعودي سابق.

## مسيرة اللاعب
لعب في الفئات السنية في نادي حراء ونادي الهلال و لعب بعدها مع نادي حراء والنادي الأهلي ونادي الوحدة ونادي الأخدود.